# Вихрово
Вихрово — деревня в Серпуховском районе Московской области. Входит в состав Дашковского сельского поселения (до 29 ноября 2006 года входила в состав Райсемёновского сельского округа).

## Население
| 2002 | 2006 | 2010 | 2015 |
| ---- | ---- | ---- | ---- |
| 0    | ↗1   | ↗3   | ↘0   |

## География
Вихрово расположено примерно в 23 км (по шоссе) на северо-запад от Серпухова, на безымянном ручье, левом притоке реки Нара, высота центра деревни над уровнем моря — 156 м.

## Современное состояние
На 2016 год в деревне зарегистрировано 1 садовое товарищество. Ранее в Вихрово находилось имение Александра Петровича Мантейфеля, от которого осталась только часть парка.